# Noël Martin Joseph de Necker
Noël Martin Joseph de Necker  ou Natalis-Josephi de Necker ( Lille, 25 de dezembro de 1729 - Mannheim, 30 de dezembro de  1793 ) foi um médico e botânico belga.
Foi médico do príncipe do Palatinado de  Mannheim. Se dedicou principalmente ao estudo dos  musgos, sobre os quais escreveu várias obras, destacando-se "Traité sur la mycitologie". 
Foi o primeiro botânico a descrever o gênero de orquídeas Dactylorhiza da familia Orchidaceae.
A  família das  Neckeraceae e o  gênero Neckera da mesma família foram dedicados  em sua honra.

## Obras
- Deliciae gallobelgicae silvestres, seu Tractatus generalis plantarum gallo-belgicarum (dois volumes, 1768).
- Methodus Muscorum per Clases, Ordines, Genera (Juniperus dilatata & Juniperus sabina var. tamariscifolia) (Mannheim, 1771).
- Physiologia muscorum per examen analyticum de corporibus variis naturalibus... (Mannheim, 1774,  traduzido para o francês em 1775 sob o título Physiologie des corps organisés...).
- Traité sur la mycitologie, ou Discours sur les champignons en général... (Mannheim, 1783).
- Phytozoologie philosophique, dans laquelle on démontre comment le nombre des genres et des espèces, concernant les animaux et les végétaux, a été limité et fixé par la nature... (Neuwied, 1790).
- Elementa botanica... Accedit corollarium ad Philosophiam botanicam Linnaei spectans, cum phytozoologia philosophica lingua gallica conscripta (Neuwied, 1791).